# Draphavre-slægten
Draphavre (Arrhenatherum) er en slægt med ganske få arter. Det er stauder med høje, oprette stængler, der ofte er opsvulmede ved basis. Bladene er linjeformede og flade. Blomsterne er samlet i småaks, der danner en ret kompakt top. Blomsterne er reducerede og har kun rester af blostret i form af avner. Frugterne er nødder ("korn").
| Beskrevne arter |

- Draphavre (Arrhenatherum elatius)

| Andre arter |

- Arrhenatherum album
- Arrhenatherum kotschyi
- Arrhenatherum longifolium
- Arrhenatherum palaestinum